# Ландъври
Ландъ̀ври (на английски: Llandovery; на уелски: Llanymddyfri, Ланъмдъ̀ври, изговаря се по-близко до Хланъмдъ̀ври) е град в Южен Уелс, графство Кармартъншър. Разположен е около река Тауи на около 40 km на северозапад от столицата Кардиф. На 30 km на запад от Ландъври се намира главният административен център на графството Кармартън. На около 30 km на юг от Ландъври се намира най-големият град в графството Ланели. Първите сведения за града датират от 1110 г., когато тук е построен замък. Днес руините на замъка Ландъври Касъл са туристическа атракция. Шосеен транспортен възел. Има жп гара и колеж. Населението му е 2870 жители според данни от преброяването през 2001 г.

## Побратимени градове
- Плюгюфан Франция